# Beat Cattaruzza
Beat Cattaruzza (* 11. Januar 1966) ist ein Schweizer Politiker (GLP) und ehemaliger Eishockeyspieler des EHC Biel und des SC Lyss.
Er ist seit dem 1. Juni 2022 Mitglied des Grossen Rats des Kantons Bern. Seitdem ist er auch Mitglied der Kommission für Staatspolitik und Aussenbeziehungen (SAK). Zudem ist Cattaruzza Gemeinderat von Nidau, wo er dem Ressort Finanzen vorsteht.
Cattaruzza wohnt in Nidau.